# Krzywiec, Braniewski
Krzywiec [ˈkʂɨvjɛt͡s] (tiếng Đức: Dittersdorf)  là một ngôi làng ở quận hành chính của Gmina Frombork, trong huyện Braniewski, Warmińsko-Mazurskie, ở miền bắc Ba Lan. Nó nằm khoảng 6 kilômét (4 mi)   phía nam Frombork, 15 km (9 mi)     về phía tây nam của Braniewo và 80 km (50 mi)     phía tây bắc của thủ đô khu vực Olsztyn.